# Ford Taurus I
Pour les articles homonymes, voir Ford Taurus.
Ne doit pas être confondu avec Ford Taunus.
 (février 2021).
La mise en forme du texte ne suit pas les recommandations de Wikipédia : il faut le « wikifier ».
Les points d'amélioration suivants sont les cas les plus fréquents. Le détail des points à revoir est peut-être précisé sur la page de discussion.
- Les titres sont pré-formatés par le logiciel. Ils ne sont ni en capitales, ni en gras.
- Le texte ne doit pas être écrit en capitales (les noms de famille non plus), ni en gras, ni en italique, ni en « petit »…
- Le gras n'est utilisé que pour surligner le titre de l'article dans l'introduction, une seule fois.
- L'italique est rarement utilisé : mots en langue étrangère, titres d'œuvres, noms de bateaux, etc.
- Les citations ne sont pas en italique mais en corps de texte normal. Elles sont entourées par des guillemets français : « et ».
- Les listes à puces sont à éviter, des paragraphes rédigés étant largement préférés. Les tableaux sont à réserver à la présentation de données structurées (résultats, etc.).
- Les appels de note de bas de page (petits chiffres en exposant, introduits par l'outil «  Source ») sont à placer entre la fin de phrase et le point final[comme ça].
- Les liens internes (vers d'autres articles de Wikipédia) sont à choisir avec parcimonie. Créez des liens vers des articles approfondissant le sujet. Les termes génériques sans rapport avec le sujet sont à éviter, ainsi que les répétitions de liens vers un même terme.
- Les liens externes sont à placer uniquement dans une section « Liens externes », à la fin de l'article. Ces liens sont à choisir avec parcimonie suivant les règles définies. Si un lien sert de source à l'article, son insertion dans le texte est à faire par les notes de bas de page.
- La présentation des références doit suivre les conventions bibliographiques. Il est recommandé d'utiliser les modèles {{Ouvrage}}, {{Chapitre}}, {{Article}}, {{Lien web}} et/ou {{Bibliographie}}. Le mode d'édition visuel peut mettre en forme automatiquement les références.
- Insérer une infobox (cadre d'informations à droite) n'est pas obligatoire pour parachever la mise en page.

Pour une aide détaillée, merci de consulter Aide:Wikification.
Si vous pensez que ces points ont été résolus, vous pouvez retirer ce bandeau et améliorer la mise en forme d'un autre article.
Pour un aperçu complet de tous les modèles de Taurus, voir Ford Taurus.
Les Ford Taurus et Mercury Sable de première génération sont des automobiles produites par Ford et Mercury. Lancée le 26 décembre 1985, en tant que modèle de 1986, la Taurus à traction avant avait un design très influent qui est crédité pour avoir sauvé Ford de la faillite, apportant de nombreuses innovations sur le marché et commençant la tendance du design aérodynamique pour les constructeurs automobiles américains sur le marché nord-américain. Ford Europe avait lancé le passage à la conception aérodynamique de l'entreprise dans les années 1980 avec la Ford Sierra de 1982.
Le développement de la Taurus de première génération a commencé au début des années 1980 pour remplacer la Ford LTD, au prix de milliards de dollars, avec une équipe dirigée par le vice-président chargé du développement automobile, Lewis Veraldi, surnommé «Team Taurus». Ford souffrait d'une gamme de produits terne depuis la fin des années 1970 jusqu'au début des années 1980, et le président de l'époque, Philip Caldwell, a misé une grande partie des finances et de l'avenir de l'entreprise sur le succès de Veraldi et de son équipe, leur donnant une marge de manœuvre sans précédent pour développer ce qui allait devenir la Taurus. Le développement de la Taurus utilisait une stratégie de travail d'équipe et de communication avec les clients qui se révélerait très influente pour l'industrie automobile, car elle regroupait tous les concepteurs, ingénieurs et équipes marketing de Ford dans un groupe qui travaillait collectivement sur la voiture. Le développement de la Taurus était initialement gardé très secret par Ford, et peu de choses ont été révélées sur la Taurus finale jusqu'à ce qu'elle soit dévoilée en 1985.
Après sa sortie, la Taurus s'est très bien vendue, car plus de 200 000 unités seraient vendus dans l'année modèle 1986, et plus d'un million d'unités ont été vendus en 1989. Cette génération de Taurus a engrangé des ventes supplémentaires par ses deux variantes: une version Mercury intitulée Mercury Sable, et une version hautes performances intitulée Ford Taurus SHO, et son moteur et sa transmission seraient utilisés sur la Lincoln Continental de 1988. Cette génération de Taurus a continué avec seulement des changements mineurs jusqu'à ce qu'elle soit remplacée en 1991 par la  Ford Taurus de deuxième génération. À la fin de la production en 1991, plus de 2 000 000 de Taurus de première génération avaient été vendues.

## Développement et mise en vente

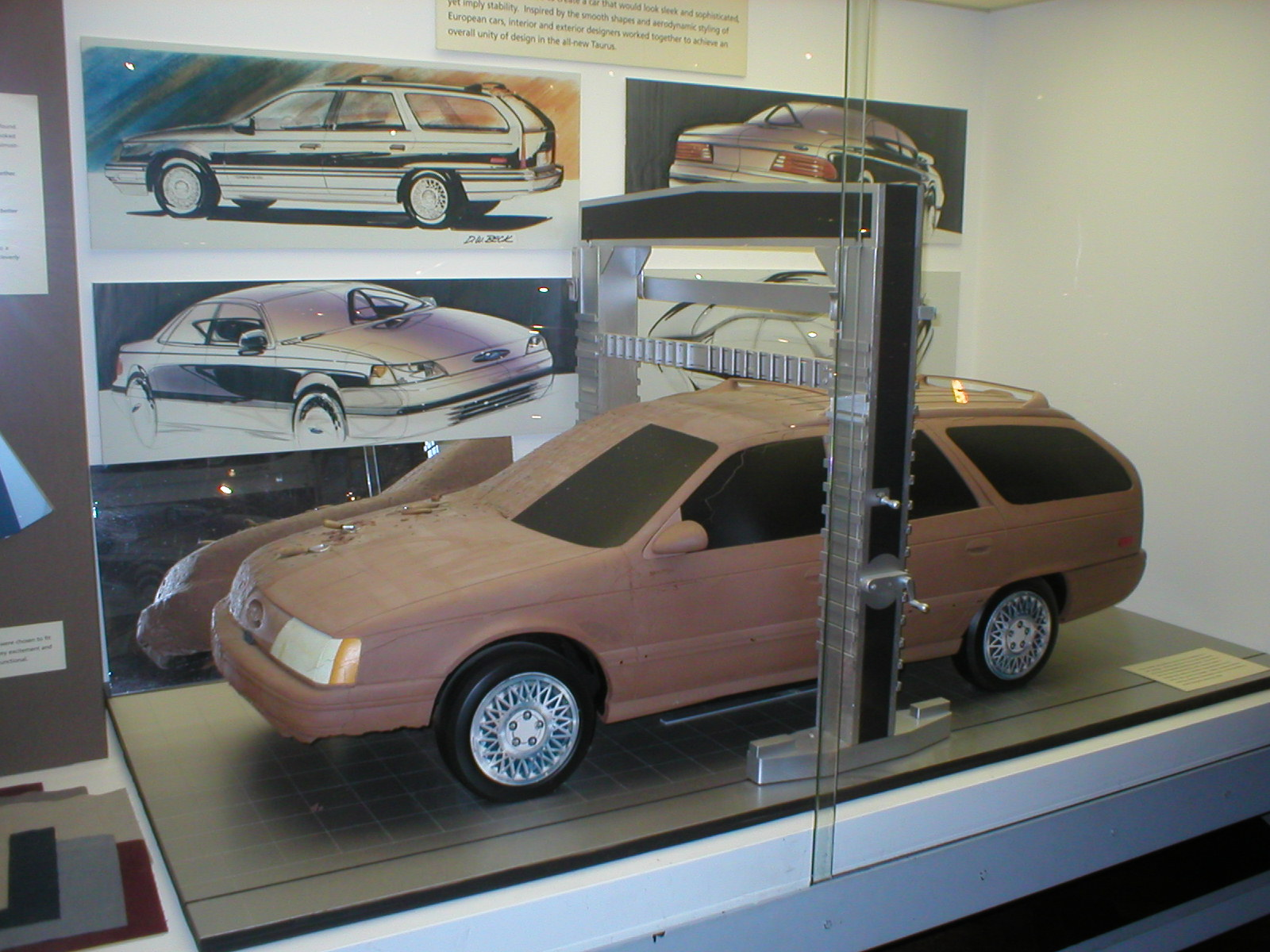
1983 Taurus wagon clay model along with many of the original design sketches.

Lorsque Ford a décidé de développer la Taurus, elle a utilisé une stratégie de travail d'équipe qui serait révolutionnaire dans le processus de développement de la voiture. Auparavant, tant chez Ford que chez General Motors, les designers de l'intérieur et de l'extérieur travaillaient séparément sans intervention les uns envers les autres ni des ingénieurs. En conséquence, les intérieurs et extérieurs de nombreuses voitures américaines semblaient «dépareillés». Le développement de la Taurus a commencé au printemps 1980 sur l'approbation du conseil exécutif de Ford,, en utilisant une méthode similaire à celle utilisée par Ford lors du développement de l'Escort, dans laquelle les ingénieurs de toutes les branches de Ford du monde entier ont travaillé ensemble. Contrairement à l'Escort, cependant, la Taurus a été entièrement développée par des ingénieurs américains au siège de Ford. La nouvelle équipe d'ingénierie a été assemblée par le designer Jack Telnack et a été surnommée «Team Taurus». Sous Telnack, le responsable de l'extérieur de la berline était Ray Everts et le responsable de l'extérieur du break était Jeff Teague.
La Taurus a subi de nombreuses révisions tout au long de son développement. Les prototypes d'origine contenaient un toit en verre complet similaire à celui de la Subaru SVX, bien qu'il ait été jugé "trop radical" et abandonné. En appliquant les leçons tirées des Edsel, les commentaires des clients ont joué un rôle déterminant dans le développement de la Taurus, car de nombreux composants, y compris des radios, des volants, des sièges, des roues et des configurations de suspension entières ont été sélectionnés par un grand nombre de personnes lambdas grâce à une série d'enquêtes dirigées par Ford. De plus, Ford a démonté de nombreuses voitures concurrentes telles que la Toyota Camry, la Honda Accord et la plus luxueuse BMW Série 5 afin d'examiner leurs pièces et composants.
Ford a présenté la Taurus de manière retentissante. À la mi-1985, Ford a réuni les dirigeants et la presse pour le dévoilement de la Taurus et de la Mercury Sable. L'événement a eu lieu à la scène 85 du MGM Studios, où Autant en emporte le vent avait été filmé. Le studio était décoré sur le thème de l'espace, avec des étoiles sur les murs, des décorations de soucoupes volantes et des rafraîchissements servis dans des glacières en forme de soucoupe volante. Pour le dévoilement, de la musique «spatiale» a commencé à jouer, alors que des étoiles filantes étaient projetées dans la salle à la manière d'une piste de danse. Les contours des voitures brillaient en vert à travers le rideau; alors que le rideau s'est levé, les lumières stroboscopiques ont clignoté, mettant en évidence les voitures.
De nombreux journalistes de l'industrie, ainsi que des dirigeants de Ford et Chrysler, pensaient que la Taurus allait être un échec. Les dirigeants de Chrysler pensaient que les clients adopteraient plutôt leurs Dodge Dynasty et Chrysler New Yorker plus conventionnelles, qui étaient encore en développement à l'époque. Les dirigeants de Ford savaient que produire la Taurus était un pari, car ils couraient le risque que la voiture soit si avancée qu'elle dissuaderait les clients potentiels, comme ce fut le cas avec les Edsel. En conséquence, Ford a continué à produire la LTD, la Taurus était conçue pour la remplacer en 1986. Si la Taurus avait échoué, Ford aurait dû déposer le chapitre 11 de la loi sur les faillites des États-Unis. La Taurus, cependant, a fini par être un succès retentissant, se vendant à plus d'un million d'unités dans sa seule première génération.

### Accueil
Après avoir été dévoilée en 1985, la Taurus est rapidement devenue l'une des nouvelles voitures les plus attendues de 1986. Avant d'être mis en vente, Motor Trend a testé quelques prototypes de Taurus et a fait l'éloge des voitures, les appelant même «la forme de demain». Popular Mechanics a également testé des Taurus de pré-production, et les a également félicitées, les décrivant comme une «race de voiture totalement nouvelle». Lorsque la Taurus est sortie en 1985, elle a recueilli les éloges unanimes des publications automobiles. Elle a continué à gagner de nombreux prix, étant notamment nommée Voiture de l'année de Motor Trend pour 1986, ainsi que d'être nommée sur la liste des dix meilleures de Car and Driver pour 1986.

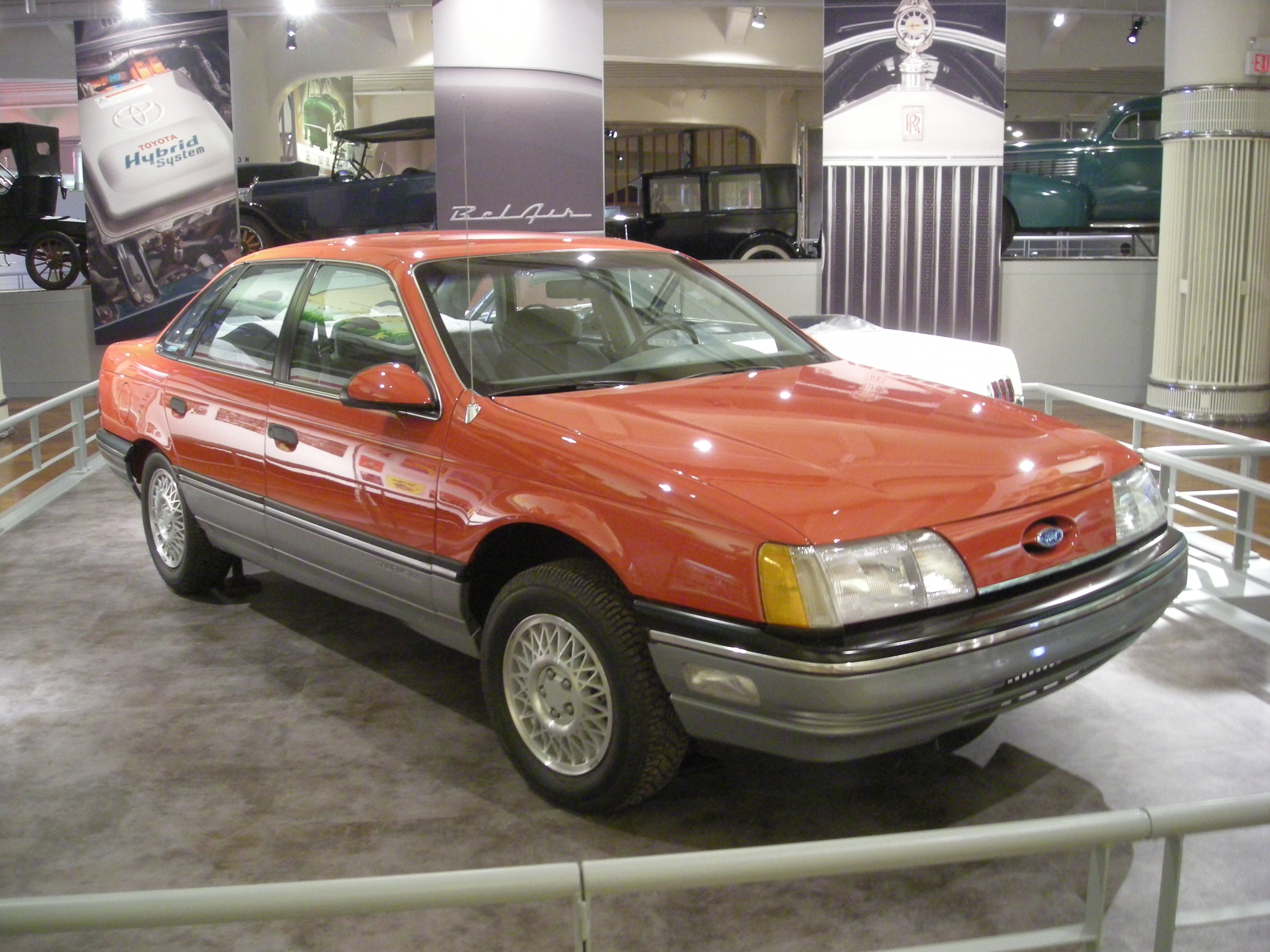
The 1986 Taurus LX used by Motor Trend for their 1986 Car of the Year testing on display at the Henry Ford Museum's Showroom of Automotive History exhibit

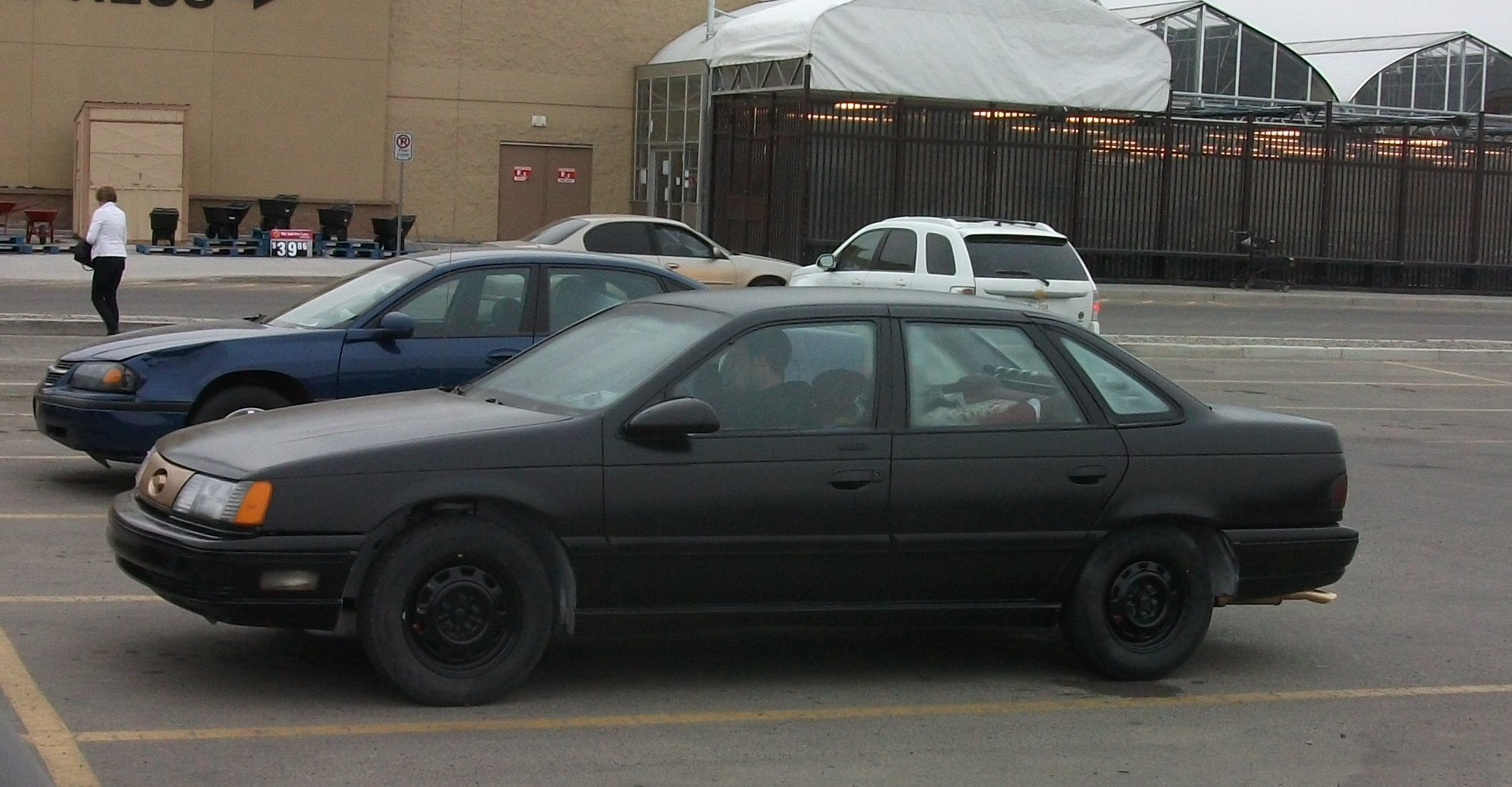
Matte black police car as featured in RoboCop

Elle a également été très bien accueillie par le public, puisque plus de 200 000 Taurus ont été vendues pour l'année modèle 1986. Son design radical a également été remarqué par l'industrie cinématographique, qui a commencé à utiliser des modèles de Taurus modifiés dans des films sur le thème du futur, tels que Retour vers le futur 2. Plus particulièrement, la Taurus a été mise en évidence dans le film d'action RoboCop de 1987, où des berlines LX modifiées de 1986 sont utilisées comme véhicules de police conduits par le personnage titulaire; L'une des berlines Taurus utilisées pour le tournage est exposée au Branson Auto Museum de Branson, Missouri. En 1989, la millionième Taurus a été vendue après trois ans de production.
La Taurus de 1986 continue de recevoir une presse positive, reconnaissant son influence durable sur l'industrie automobile. Elle était numéro 6 sur la liste de USA Today des "25 voitures qui ont fait une différence" en 2007, et a été nommée un "futur classique" par Autoblog. La Taurus de 1986 testée par Motor Trend est actuellement présentée dans la salle d'exposition sur l'histoire automobile du musée Henry Ford, dans laquelle elle est présentée en tant que "l'une des deux voitures américaines les plus importantes des années 1980", l'autre étant le monospace Chrysler.
En 1988, la Taurus a été exportée au Japon en nombre limité et vendue chez les concessionnaires automobiles japonais appelés Autorama (une co-entreprise avec Mazda), où la Taurus LX et la SHO étaient disponibles en versions berline et familiale avec des positions de conduite à gauche jusqu'à 1991. Pour les acheteurs japonais, elle était considérée comme un véhicule de luxe car les dimensions extérieures et la cylindrée du moteur dépassaient les réglementations gouvernementales japonaises, et les acheteurs au Japon étaient redevables de taxes supplémentaires. Les moteurs proposés aux clients japonais, à la fois le quatre cylindres de 2,5 litres et le V6 de 3,0 litres, obligeaient également les conducteurs japonais à payer plus de taxe routière annuelle, ce qui affectait les ventes.

## Aperçu

### Extérieur

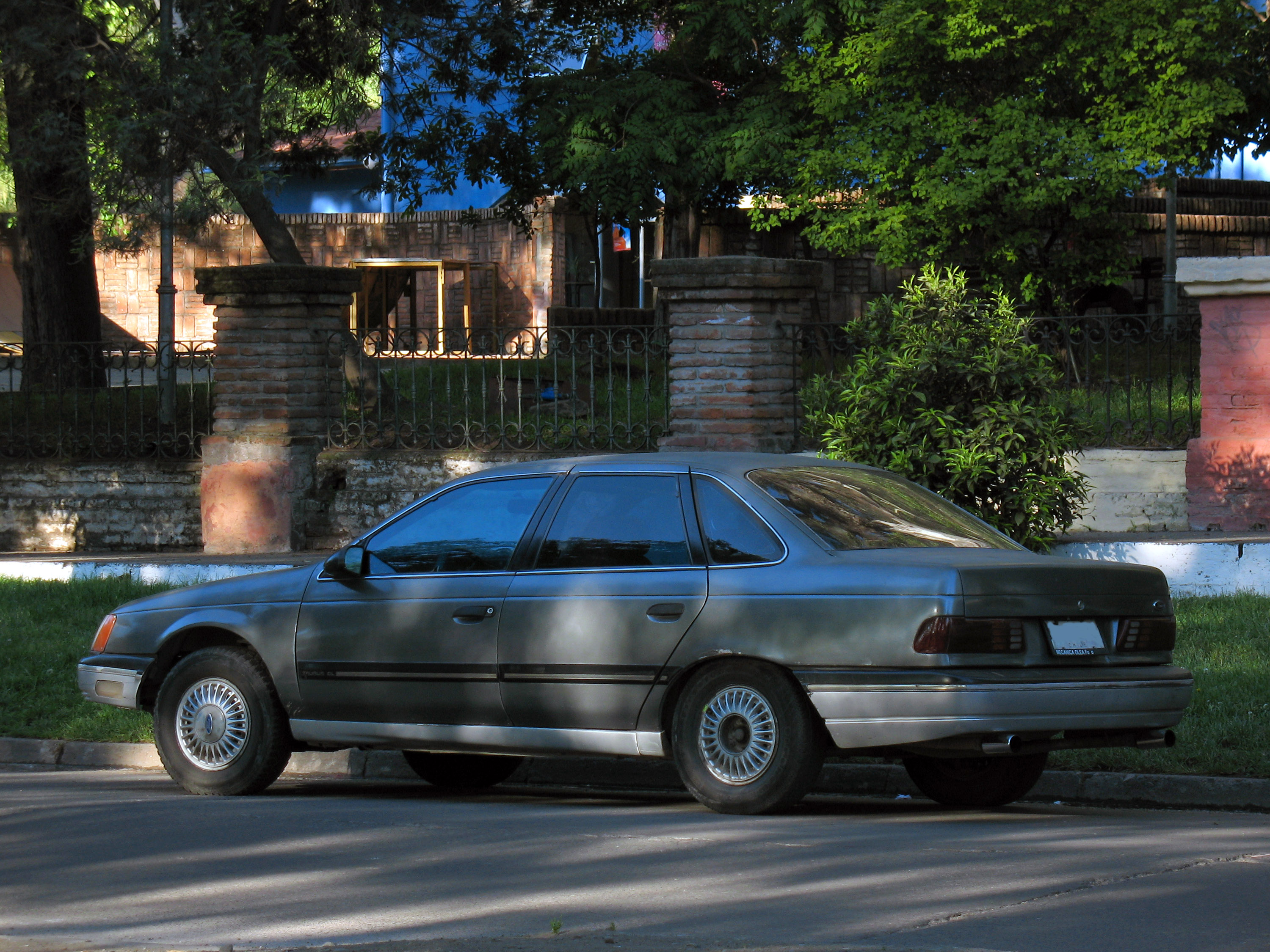
1986-1989 Ford Taurus GL

L'extérieur de la Taurus utilisait un design aérodynamique, souvent assimilé à une «dragée» ou une «pomme de terre volante», inspiré par le design de l'Audi 100 et de la Tempo de Ford. La conception aérodynamique de la Taurus a également rendu la voiture plus économe en carburant, permettant à Ford de répondre aux normes CAFE plus strictes appliquées par le gouvernement des États-Unis. Le succès de la Taurus a finalement conduit à une révolution dans la conception des automobiles américaines; Chrysler et General Motors ont développé des voitures aérodynamiques afin de capitaliser sur le succès de la Taurus.

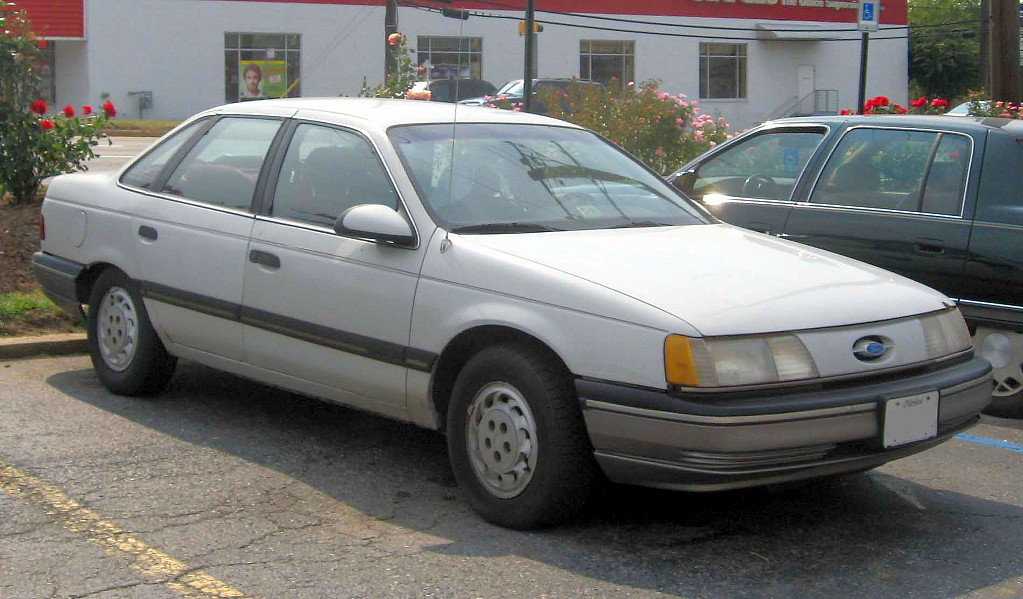
1989–1991 Ford Taurus. Note the changes to the front end.

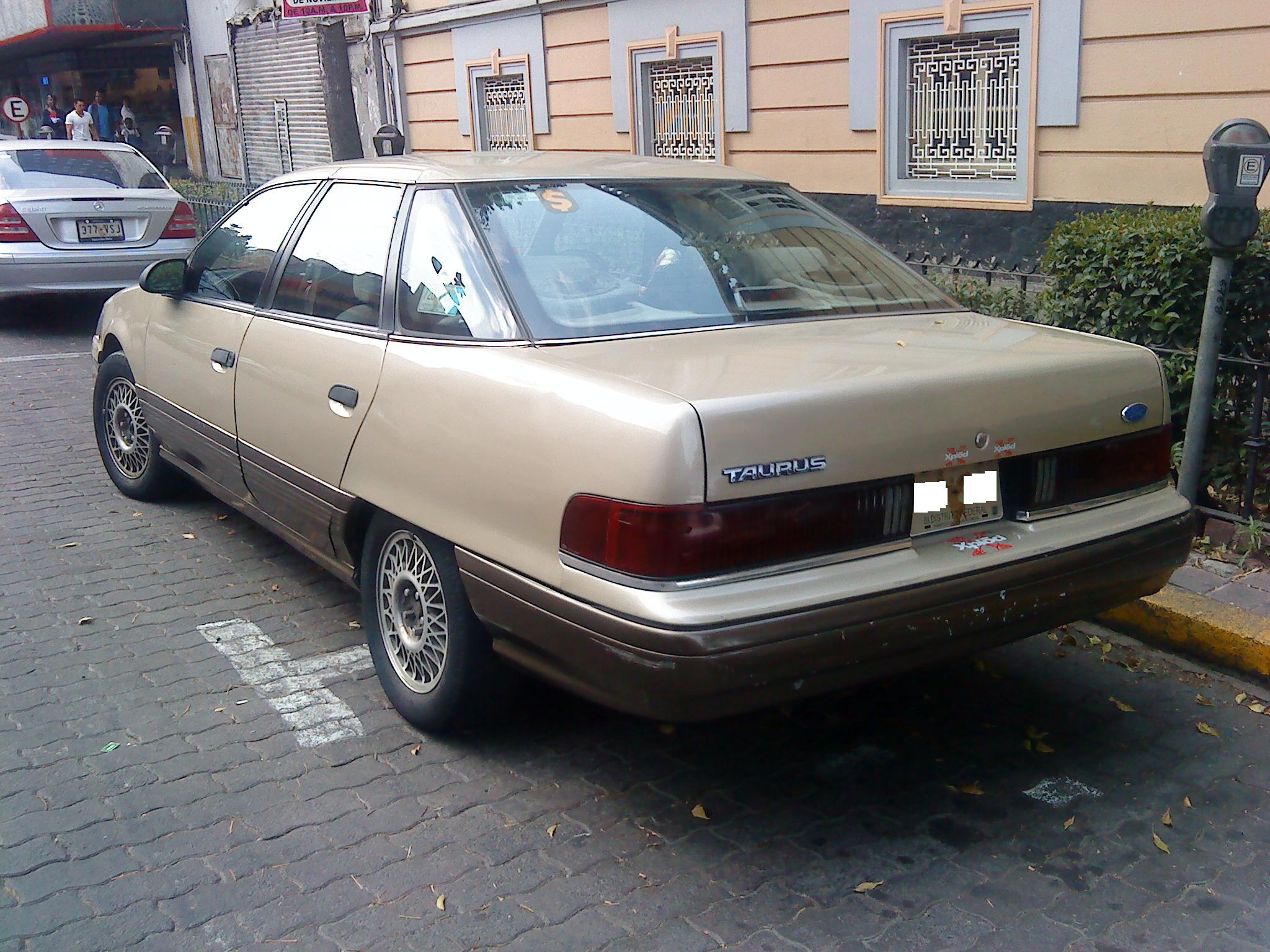
In Mexico, the Mercury Sable was sold as the Taurus.

La Taurus est reconnue pour avoir apporté de nombreuses nouvelles fonctionnalités de conception sur le marché grand public. La Taurus utilisait des phares aérodynamiques affleurants en composites et fut l'une des premières berlines américaines à le faire. À l'origine, la National Highway Traffic Safety Administration (NHTSA) des États-Unis exigeait que toutes les voitures vendues aux États-Unis utilisent des phares ronds scellés ou rectangulaires normalisés. Ford a dû les convaincre de changer la règle pour autoriser les phares à avoir n'importe quelle forme, à condition qu'ils respectent les normes d'éclairage fédérales.
De plus, au lieu d'une calandre, la Taurus avait un panneau avant qui adoptait un nez de reniflard inférieur sans calandre, lancé pour la première fois par la Citroën DS dans les années 1950. Les portes de la Taurus affleuraient le toit, conçues pour rendre l'intérieur étanche à l'air, et avaient des poignées de porte et des fenêtres alignées avec le reste de la voiture. Les pare-chocs de la Taurus ont également été conçus pour être incorporés au reste de la conception de la voiture, en affleurant le reste de la carrosserie. Les roues étaient également poussées jusqu'aux extrémités du cadre et affleuraient l'aile, au lieu d'être encastrées dans l'aile. Cela a non seulement amélioré l'aérodynamisme de la voiture, mais a également amélioré la maniabilité.
Ces caractéristiques de conception ont contribué à faire de la Taurus l'une des voitures les plus aérodynamiques de son temps, avec un rapport de traînée aérodynamique de 0,32. De nombreuses caractéristiques de conception ont été adoptées et sont encore utilisées aujourd'hui sur la plupart des voitures. Pour cette raison, l'extérieur n'a subi que des modifications mineures tout au long de la production de la première génération. Le seul changement majeur est survenu en 1988, lorsque la Taurus a reçu une nouvelle calandre et des phares plus minces, avec une barre chromée sur toute la longueur en dessous pour l'année modèle 1989.

### Intérieur

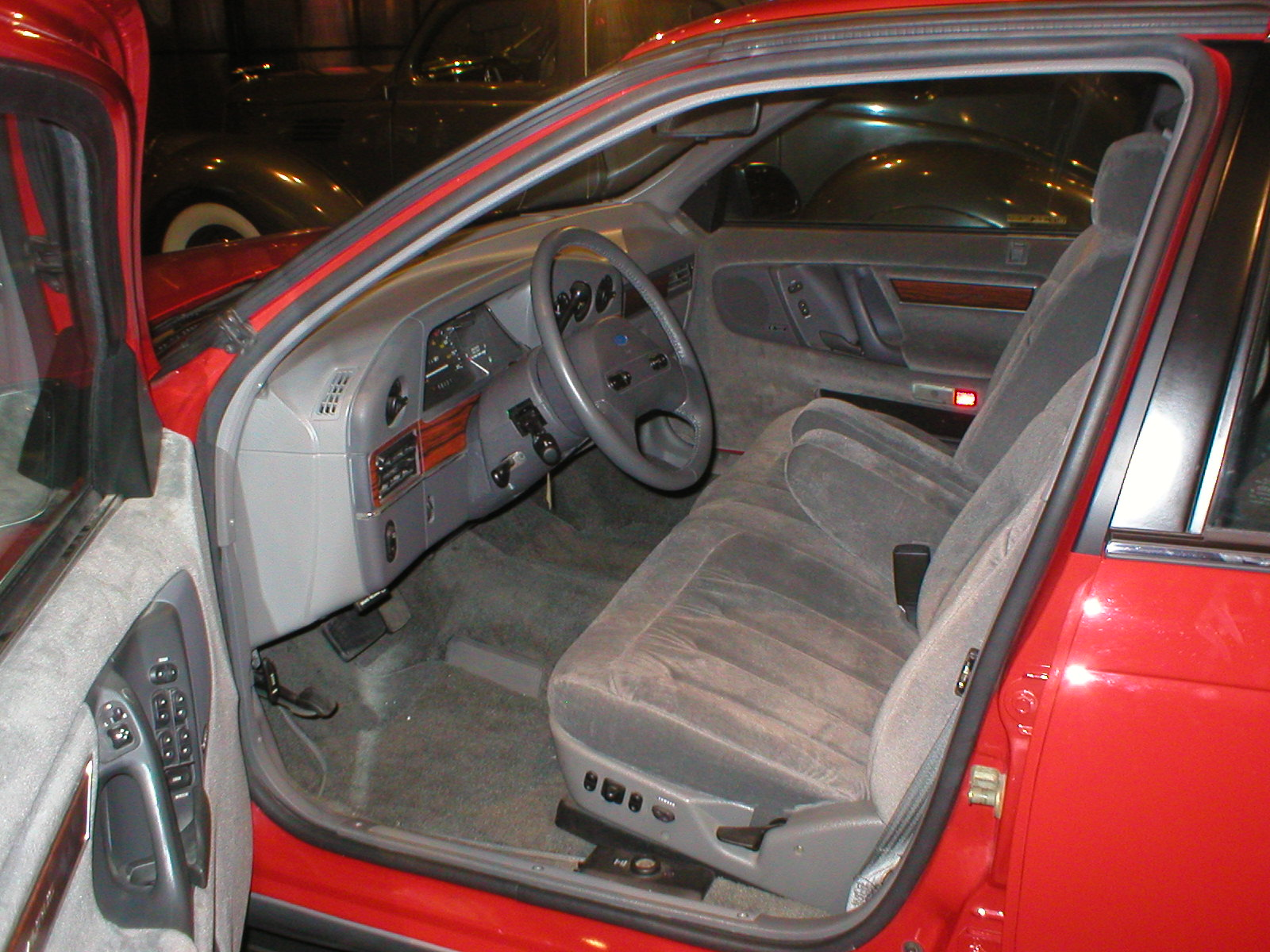
The interior of a 1986 Taurus LX equipped with the column-mounted shifter and front bench seat configuration.

Avec l'extérieur de la Taurus, son intérieur est crédité d'introduire de nombreuses innovations qui ont ensuite été adoptées sur toutes les voitures de l'industrie. L'intérieur a été conçu pour être extrêmement convivial, avec toutes les commandes qui sont conçues pour être reconnaissables au toucher, permettant au conducteur de les utiliser sans quitter la route des yeux. Par exemple, les interrupteurs des lève-vitres électriques ont été conçus avec une moitié d'interrupteur relevée et les interrupteurs des serrures électriques ont été conçus avec une moitié d'interrupteur encastrée, pour que ces fonctions soient identifiées au toucher (semblable au concept d'écriture en braille). Pour encore améliorer cette «convivialité», le tableau de bord a été conçu pour avoir toutes les commandes dans la zone centrale, à portée du conducteur. Le côté gauche du tableau de bord était également légèrement courbé autour du conducteur, pour rendre les commandes facilement accessibles et créer une sensation de «cockpit». Cependant, il n'était pas suffisamment courbé pour empêcher le passager d'identifier et d'utiliser facilement les commandes principales du véhicule.
L'intérieur de la Taurus était hautement personnalisable par l'acheteur pour répondre à ses besoins, car il disposait d'un grand nombre d'options, ainsi que d'être disponible en trois configurations différentes. Cela signifiait que l'intérieur de la Taurus pouvait être spartiate ou luxueux, selon le choix d'options de l'acheteur. L'équipement intérieur dépendait du modèle. Le modèle le plus basique, la L (voir ci-dessous), est livré en standard avec juste une radio AM et une banquette avant en tissu, tandis que la LX, le modèle le plus haut de gamme, est livré avec une grande quantité d'équipement en standard.
L'intérieur a reçu quelques améliorations majeures au cours de la production de la première génération. En 1988, la Taurus de l'année modèle 1989 a reçu de nouveaux panneaux de porte dotés d'accoudoirs intégrés et de haut-parleurs latéraux pour la chaîne stéréo. En 1989, pour l'année modèle 1990, elle a reçu un tableau de bord redessiné. Ce tableau de bord a été conçu de manière similaire à celui qu'il a remplacé, bien qu'il ait un emplacement différent pour la radio, et a été conçu pour pouvoir contenir des porte-gobelets ou un lecteur CD, selon le choix d'options du client. Il a également reçu un nouveau volant avec un airbag, car Ford le rendait standard dans toutes ses voitures.

### Modèles et moteurs

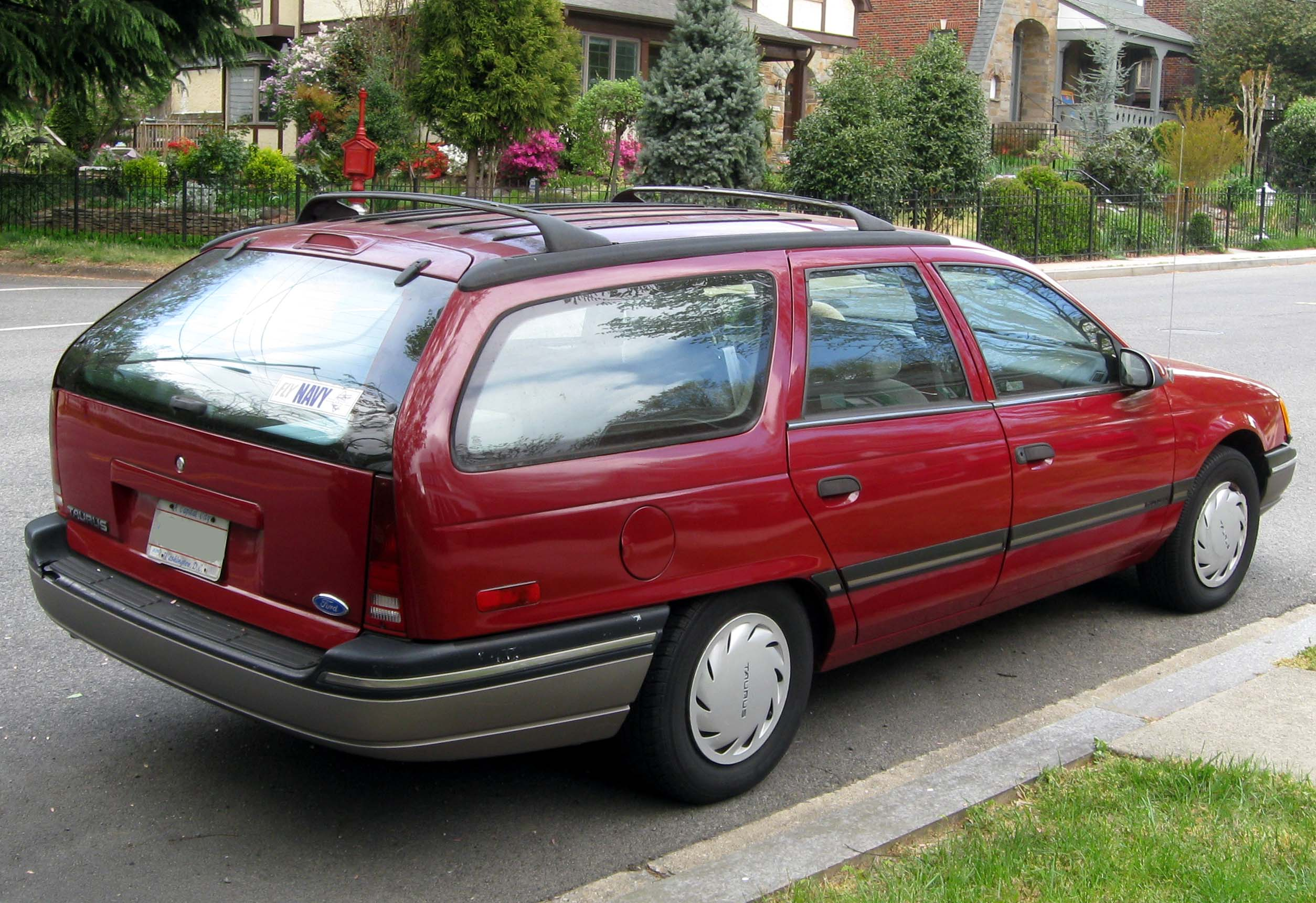
1989 Ford Taurus wagon

Lors de son lancement, la Taurus était disponible en quatre modèles; la L, la MT-5, la GL et la LX. La L était le modèle de base, avec seulement l'équipement le plus basique. La MT-5 était le deuxième modèle, qui était destiné aux importations japonaises, car elle n'était disponible qu'avec un moteur 4 cylindres et une transmission manuelle à cinq vitesses (d'où le nom MT-5). Le modèle de valeur était la GL, qui contenait plus d'équipement que les MT-5 et L, et avait des améliorations intérieures telles que des appuie-têtes arrière et un accoudoir arrière rabattable, des vitres et des serrures électriques. La LX était le modèle haut de gamme, qui avait le plus d'équipement standard, ainsi que de nombreuses fonctionnalités uniques à ce modèle, comme les feux clignotants et les habillages latéraux, ainsi que sa propre conception de siège unique, contrôle automatique de la température, kit de commodité pour les bagages, cluster électronique avec scanner de système embarqué et calculateur de carburant, lampes automatiques avec minuterie, stéréo amplifié haut de gamme avec six haut-parleurs «Premium Sound», sièges électriques à 6 directions avec support lombaire gonflable et d'autres options d'équipement à un prix supplémentaire. Le break était offert dans les mêmes niveaux de finition dans le même ordre.
En 1987, le break MT-5 a été abandonné en raison de mauvaises ventes, et la MT-5 a été complètement abandonnée en 1988. 1988 a également vu l'introduction de la SHO, bien qu'elle soit généralement commercialisée et considérée comme un modèle distinct, par opposition à une partie de la gamme Taurus.
La MT-5 et la L étaient équipées d'un moteur quatre cylindres HSC 2,5 litres de 90 chevaux (67 kW), bien que le V6 Vulcan 3,0 litres de 140 chevaux (104 kW) était en option sur la L et de série sur les modèles GL et LX. La MT-5 était équipée d'une transmission manuelle à cinq vitesses, tandis que les modèles Vulcan utilisaient une nouvelle transmission automatique AXOD à quatre vitesses, tandis que les voitures équipées du moteur HSC utilisaient la boîte automatique ATX à 3 vitesses. Le V6 Essex de 3,8 litres de Ford a été ajouté à la gamme en 1988 en tant que moteur haut de gamme en option sur les LX et GL. Bien que la puissance de sortie ait été évaluée à la même puissance de 140 chevaux (104 kW) que le moteur de 3,0 litres, ce V6 produisait 291 N m de couple. Le moteur de 2,5 litres a été abandonné au début de 1991.

## Production
La Ford Taurus et la Mercury Sable ont été produites par Ford à Chicago, Illinois (Chicago Assembly) et Hapeville, Georgia (Atlanta Assembly), remplaçant la Ford LTD/Mercury Marquis dans les deux usines d'assemblage.
| Production des Ford Taurus de 1986-1991    | Production des Ford Taurus de 1986-1991 |
| Année modèle                               | Total de la production                  |
| ------------------------------------------ | --------------------------------------- |
| 1986                                       | 236 346                                 |
| 1987                                       | 374 363                                 |
| 1988                                       | 387 577                                 |
| 1989                                       | 395 261                                 |
| 1990                                       | 333 011                                 |
| 1991                                       | 303 833                                 |
| Total de la première génération: 2 030 791 |                                         |

## Variantes

### Mercury Sable

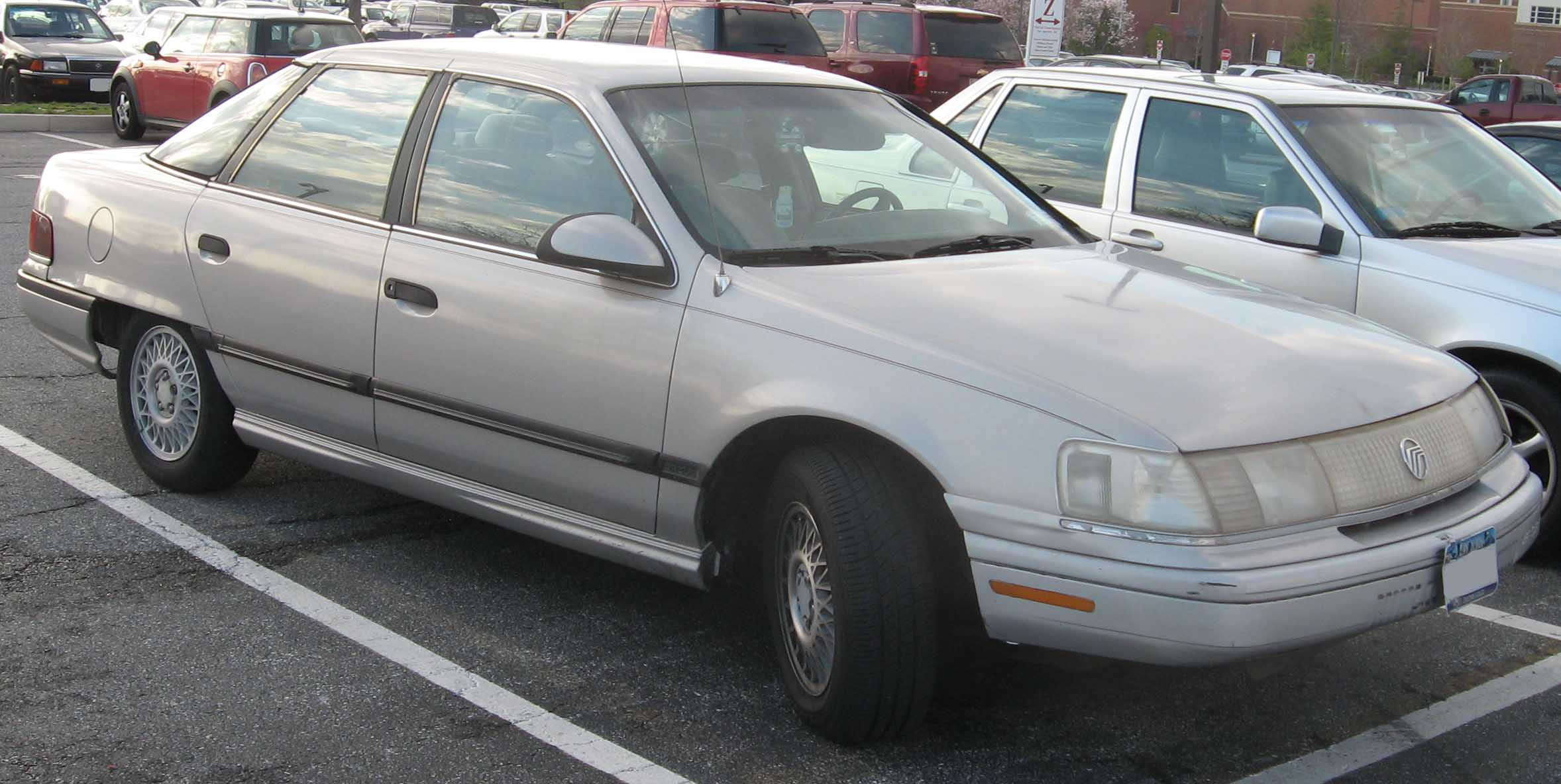
First-generation Mercury Sable sedan

La Mercury Sable est un modèle sœur de la Taurus créée et vendue sous la marque de luxe Mercury de la division Ford. Développé conjointement avec la Taurus, la Sable partageait la plupart des composants mécaniques mais avait une carrosserie et un intérieur uniques et une longueur plus longue. La Sable avait un design extérieur qui était sans doute plus expérimental que la Taurus, avec des vitres arrière qui entouraient le panneau de quart arrière et une «barre lumineuse» avant, et une lampe de faible puissance entre les phares avant. Ces caractéristiques sont plus tard devenues une signature caractéristique du style pour tous les modèles Mercury jusqu'au début des années 1990. Destiné à un marché plus haut de gamme, elle était disponible en deux modèles, GS de base et LS haut de gamme dans les styles de carrosserie berline et break. Les choix de groupes motopropulseurs étaient les mêmes, même si aucune transmission manuelle n'était proposée. La Sable était vendue sous le nom de Ford Taurus au Mexique, en Nouvelle-Zélande et en Europe. Les Sable et Taurus de première génération ont été produites simultanément pendant l'année modèle 1991.

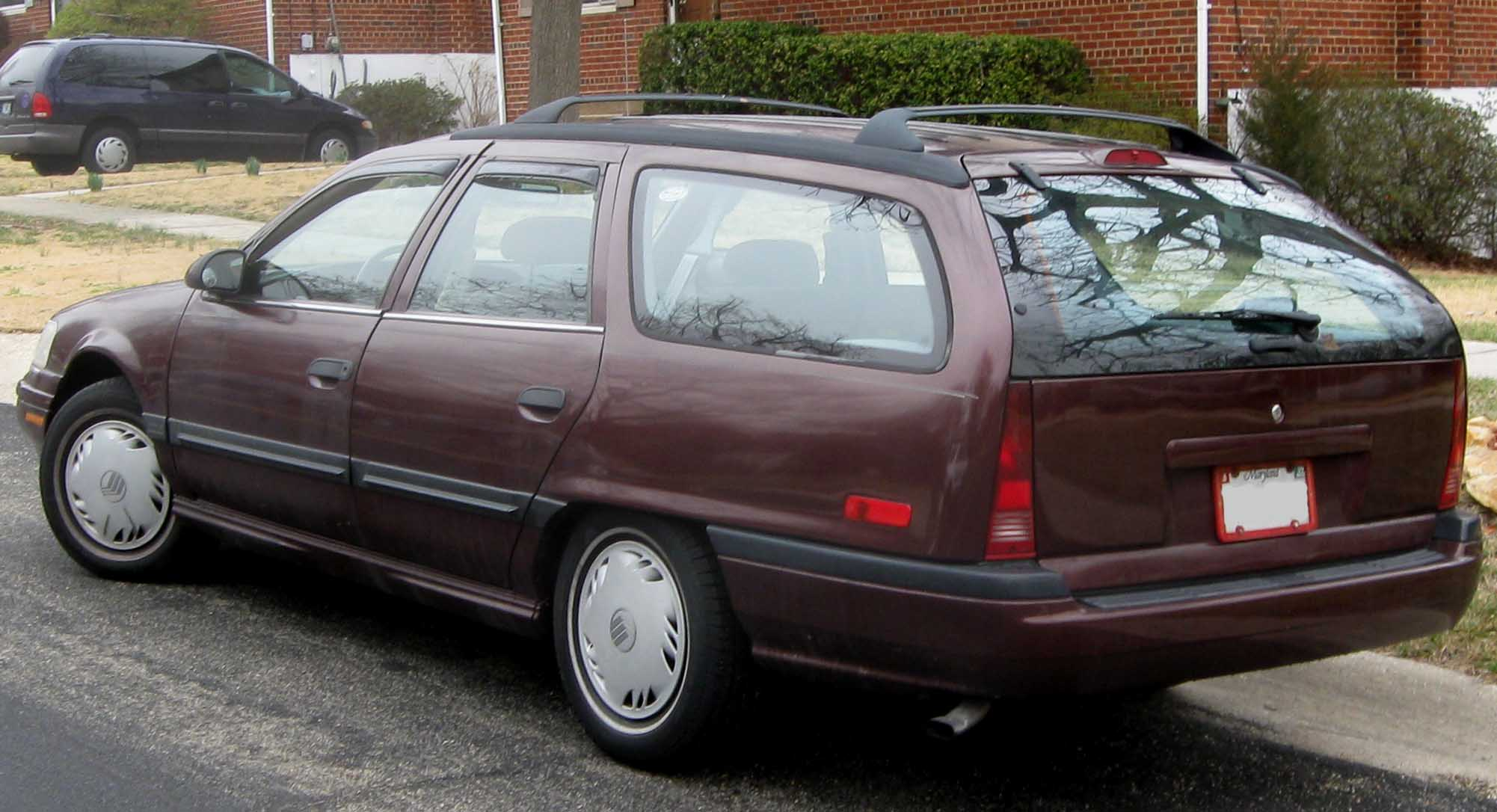
First-generation Mercury Sable wagon

Un prototype de Sable cabriolet a été présenté au Salon international de l'auto de l'Amérique du Nord de 1988, avec une carrosserie deux portes personnalisée avec un toit rabattable électriquement construit à partir d'un châssis de berline de série. Elle n'a jamais atteint la production et le prototype de convertible a été vendu sur eBay en 2006. Un modèle LTS de haute performance, qui serait un homologue de la Taurus SHO, a également été prévu, mais plus tard mis de côté par crainte de créer une concurrence interne inutile. Une Sable en édition spéciale commémorant le 50e anniversaire de Mercury qui était vendue en 1989 utilisait le châssis de performance développé pour la LTS; seulement 50 d'entre elles ont été produites. La Sable a également été largement utilisée dans le programme de véhicule intensif en aluminium (VIA) de Ford, qui a construit 20 Sable à carrosserie en aluminium avec des moteurs V6 de la Taurus SHO dans un exercice d'ingénierie pour la construction de carrosserie entièrement en aluminium, comme celle qui a vu la production par Audi en 1994.

### Ford Taurus SHO

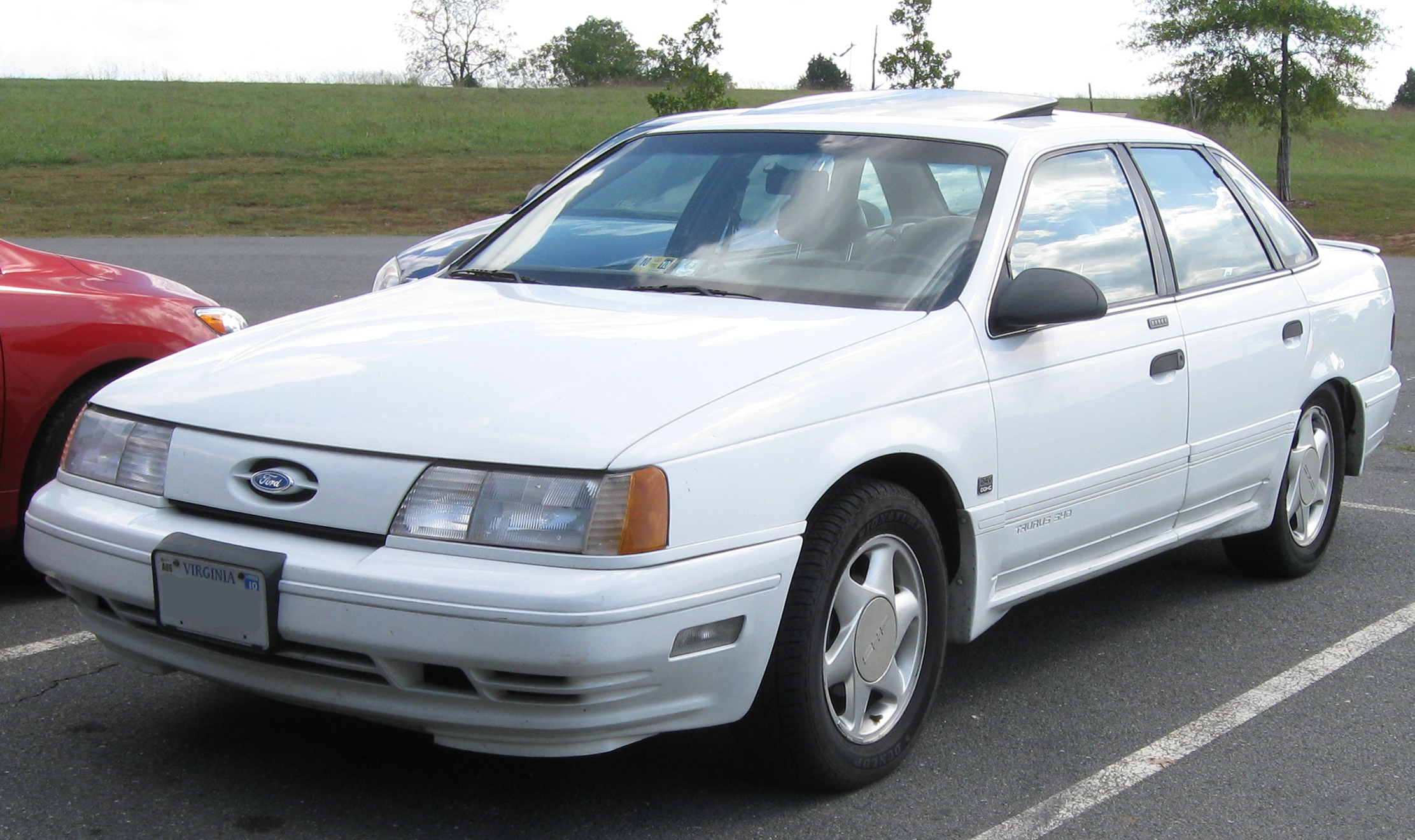
Ford Taurus SHO

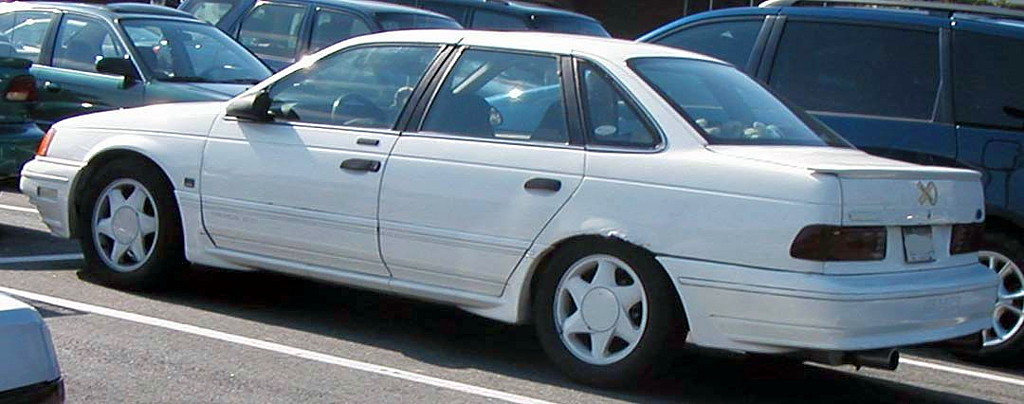
Ford Taurus SHO

La Ford Taurus SHO (Super High Output) est une variante haute performance de la Taurus, introduite en 1989. Bien qu'elle partageait la même conception de base que la Taurus, elle avait une transmission différente, un moteur différent développé par Yamaha, ainsi que de nombreuses différences esthétiques à la fois à l'extérieur et à l'intérieur. La SHO n'était initialement pas destinée à être produite lorsque la Taurus a été développée pour la première fois; elle a été produite après que Ford ait mis de côté un véhicule en développement qui était destiné à concurrencer la Pontiac Fiero et la Toyota MR2 et remplaçant la Ford EXP, et avait besoin d'utiliser les moteurs développés par Yamaha pour cette voiture, parce que Ford était sous contrat d'utilisation. Pour cette raison, la SHO était initialement destinée à être un modèle en production limitée et à être uniquement produite en 1989, dont Ford l'a annoncé comme tel. Cependant, la SHO s'est avérée être étonnamment populaire, convaincant Ford de commander plus de moteurs et de faire de la SHO un modèle de série. La SHO était vendue jusqu'en 1991 quand elle a été remplacée par une deuxième génération de Taurus SHO.